# Державний Молодіжний театр імені Махмуджана Вахідова
Державний Молодіжний театр імені Махмуджана Вахідова — державний молодіжний театр у столиці Таджикистану місті Душанбе; один з провідних театральних майданчиків країни. 

## Загальні дані
Державний Молодіжний театр імені Махмуджана Вахідова розташований у спеціально зведеній функціональній будівлі за адресою:
пр. Н. Какрабаєва, буд. 23, м. Душанбе—734018, Республіка Таджикистан.
Глядацька зала театру розрахована на 290 місць. 
Трупа театру становить близько 30 осіб. Вистави театру від кінця 1990-х років йдуть переважно таджицькою мовою. 
Директор театру — Барзу Абдураззоков.

## З історії та сьогодення театру
У 1965 році в Державний інститут театрального мистецтва (ГИТИС, м. Москва) з Таджикистану була спрямована група молодих і амбітних людей у складі 24 осіб. По закінченні факультету акторської майстерності вони повернулись назад до Душанбе і створили Молодіжний театр. Театральний заклад було названо так з двох причин. По-перше, репертуар цього театру був розрахований на молодіжну, студентську авдиторію, а по-друге, первинний колектив театру був в основі своїй молодіжним. 
Згодом театрові було присвоєно ім'я Махмуджана Вахідова (Махмуджона Вохідова), одного з найталановитіших акторів таджицької сцени, що працював у Таджицькому академічному театрі ім. А. Лахуті, за участю якого були створені прекрасні спектаклі, котрі живуть у пам'яті старших поколінь.
Для допомоги в розвитку й становленні новоствореного театру з ГИТИСу були направлені педагоги: Б. В. Бібіков, М. П. Чистяков, Девичинський та інші. 
27 грудня 1971 року відбулося урочисте відкриття Молодіжного театру ім. А. Вахідова — був показаний прем'єрний спектакль «Васса Железнова», поставлений за п'єсою М. Горького. Художнім керівником театру в той час була О. І. Пижикова.
У 1977 році трупа театру поповнилась новими акторами. Це був ще один «таджицький випуск» ГИТИСу.
У 1985 році Душанбинський Молодіжний театр вирушив на гастролі до Москви в Малий театр з виставами: «Много шума из ничего» (В. Шекспір), «Процесс семнадцати» (Ю. Лиманов); «Как закалялась сталь» (за романом М. Островського в обробці М. Анчарова), «Гвоздика» (М. І. Оламов), «Сорняки» (С. Сафаров), що пройшли з великим успіхом.
У 1993 році на фестивалі «Парасту-93» Державний Молодіжний театр імені М. Вахідова здобув гран-прі за спектакль «Сафар Махсум» у постановці Н. Джалалова. Цей же спектакль зайняв 1-е місце на міжнародному фестивалі в Ашгабаті (1993). А 1994 року театр з виставою «Рудаки» (С. Улугзаде) успішно виступив у Тегерані. 1997 року спектакль театру «Заволи чамбули мастон» (С. Аюбі) завоював 2-й гран-прі на фестивалі «Парасту-97». 
Після нетривалої організаційної перерви Державний Молодіжний театр імені М. Вахідова у 2-й половині 2000-х пережив відновлення матеріальної бази (ремонт приміщення театру) й справжнє творче оновлення.

## Виноски
1. ↑  Державний Молодіжний театр імені М. Вахідова[недоступне посилання] на www.artculture.tj (Календар культурних подій у Таджикистані) [Архівовано 2010-05-22 у Wayback Machine.] (рос.)
2. ↑  Паспорт міста Душанбе [Архівовано 2010-08-27 у Wayback Machine.] (рос.) на Офіційний сайт м. Душанбе
3. ↑  Ахмадова Маніжа Молодіжний театр імені Махмуджона Вохідова заживе по-новому[недоступне посилання з жовтня 2019] // повідомл. за 23 жовтня 2006 року на www.asiaplus.tj (інформаційне агентство ASIA-Plus: «Новини Таджикистану»)) [Архівовано 17 вересня 2010 у Wayback Machine.] (рос.)